# Un albero cresce a Brooklyn (romanzo)
Un albero cresce a Brooklyn (A Tree Grows in Brooklyn) è un romanzo della scrittrice statunitense Betty Smith pubblicato nel 1943, considerato un classico della letteratura americana.

## Trama
(Betty Smith, Un albero cresce a Brooklyn)
Il romanzo, che ha riscosso un grande successo a livello internazionale, con ispirazione autobiografica, racconta le vicende private e personali di una giovane ragazza, molto determinata che vive nel popoloso quartiere di Brooklyn. Si tratta di un ritratto della condizione umana, della difficoltà di sopravvivere nei sobborghi delle grandi città americane, dei poveri immigrati e dei loro figli.

## Edizioni
- (EN) Betty Smith, A Tree Grows in Brooklyn, 1ª ed., Harper & Brothers, 1943.
- Betty Smith, Un albero cresce a Brooklyn, traduzione di Giacomo Cicconardi, Medusa - I grandi narratori d'ogni paese, n. 188, Verona, Arnoldo Mondadri Editore, 1947.
- Betty Smith, Un albero cresce a Brooklyn, traduzione di Antonella Pietribiasi, Biblioteca Neri Pozza, Vicenza, Neri Pozza, 2008, ISBN 9788854502062.

## Nella cultura di massa
- Dal romanzo è stato tratto nel 1945 l'omonimo film diretto da Elia Kazan.[2]
- Gossip Girl, nell'episodio 5x20, Blair si rifiuta di fare volontariato in un orto comunitario, dicendo a Dan: "Solo perché sto leggendo "Un albero cresce a Brooklyn", non significa che devo essere io a piantarlo".